# Louis-Edouard-François-Desiré Pie
Louis-Edouard-François-Desiré Pie (Pontgouin, 26 settembre 1815 – Angoulême, 18 maggio 1880) è stato un cardinale e vescovo cattolico francese.

## Biografia
Nacque a Pontgouin il 26 settembre 1815 da un'umile famiglia, il padre era un calzolaio.
Studiò al seminario di Chartres e dopo il 1835 al Seminario di San Sulpizio a Parigi. Fu ordinato presbitero il 25 maggio 1839 alla cattedrale di Chartres, di cui fu vicario per quattro anni. Dal 1844 al 1849 fu vicario generale della diocesi. Il 22 maggio 1849 fu designato vescovo di Poitiers dal presidente della repubblica e fu eletto vescovo dalla Santa Sede il successivo 23 settembre. Fu consacrato il 25 novembre dello stesso anno nella cattedrale di Chartres, da Claude-Hippolyte Clausel de Montals, vescovo di Chartres, co-conascranti Pierre Parisis, vescovo di Langres, e Jean-Nicaise Gros, vescovo di Versailles. Adottò come motto episcopale "Tuus sum ego". 
Pur considerato ultramontano, al concilio Vaticano I non sottoscrisse la petizione per la definizione del dogma dell'infallibilità papale. Tuttavia, dopo la sua approvazione, sostenne il dogma e lo difese.  

Cardinalate. Created cardinal priest in the consistory of May 12, 1879. Received the red hat and the title of Santa Maria della Vittoria in the consistory of September 22, 1879. It is said that he declined to be transferred to the metropolitan sees of Tours and Lyons.
Death. May 17, 1880, Angoulême. Exposed in the cathedral of Poitiers. The funeral was presided by Cardinal Donnet, archbishop of Bordeaux; 500 priestas and more than 6000 faithful were present in the cathedral. Father Jourdan de la Passardière delivered the panegyric. Buried in the cathedral of Poitiers.

Papa Leone XIII lo elevò al rango di cardinale nel concistoro del 12 maggio 1879. Ricevette il titolo di Santa Maria della Vittoria. Si dice che abbia rifiutato la promozione alle sedi metropolitane di Lione e di Tours.
Fu un fervente sostenitore del legittimismo monarchico francese, supportando attivamente il conte di Chambord.
Morì ad Angoulême il 18 maggio 1880 all'età di 64 anni e fu sepolto nella cattedrale di Poitiers.

## Genealogia episcopale e successione apostolica
La genealogia episcopale è:
- Cardinale Scipione Rebiba
- Cardinale Giulio Antonio Santori
- Cardinale Girolamo Bernerio, O.P.
- Arcivescovo Galeazzo Sanvitale
- Cardinale Ludovico Ludovisi
- Cardinale Luigi Caetani
- Cardinale Ulderico Carpegna
- Cardinale Paluzzo Paluzzi Altieri degli Albertoni
- Papa Benedetto XIII
- Papa Benedetto XIV
- Papa Clemente XIII
- Cardinale Giovanni Francesco Albani
- Cardinale Carlo Rezzonico
- Cardinale Antonio Dugnani
- Arcivescovo Jean-Charles de Coucy
- Cardinale Gustave-Maximilien-Juste de Croÿ-Solre
- Vescovo Denis-Antoine-Luc de Frayssinous
- Vescovo Claude-Hippolyte Clausel de Montals
- Cardinale Louis-Edouard-François-Desiré Pie

La successione apostolica è:
- Vescovo Joseph-Frédéric Saivet (1873)
- Vescovo Albert-Marie-Camille de Briey (1876)
- Vescovo Charles-Louis Gay (1877)
- Vescovo Emmanuel-Marie-Ange de Briey (1880)